# Pride and Joy (Stevie Ray Vaughan)
"Pride and Joy" is een nummer van de Amerikaanse zanger en gitarist Stevie Ray Vaughan. Het nummer verscheen op zijn debuutalbum als solo-artiest Texas Flood uit 1983. Op 13 juni van dat jaar werd het nummer uitgebracht als de eerste single van het album.

## Achtergrond
"Pride and Joy" is geschreven door Vaughan zelf en is uitgevoerd met zijn begeleidingsband Double Trouble. Het is uitgebracht als de debuutsingle van de band en was de eerste single waarop Vaughan als artiest werd genoemd. Het is uitgegroeid tot een van zijn bekendste nummers. Al voordat het nummer werd opgenomen in de studio, voerde hij het al regelmatig live uit. Volgens Double Trouble-drummer Chris Layton schreef hij het voor zijn toenmalige vriendin; een latere ruzie met haar vormde de inspiratie voor zijn nummer "I'm Cryin'".
"Pride and Joy" werd geen grote hit; het behaalde enkel de twintigste plaats in de Mainstream Rock-lijst in de Verenigde Staten. Desondanks bleek het nummer wel populair en kwam het in 2018 in Nederland voor het eerst de Radio 2 Top 2000 binnen op plaats 1169. Het nummer is gecoverd door onder anderen Bonnie Raitt en The Charlie Daniels Band.

## NPO Radio 2 Top 2000
| Nummer met noteringen in de NPO Radio 2 Top 2000 | '18  | '19  | '20  | '21  | '22  | '23  | '24  |
| ------------------------------------------------ | ---- | ---- | ---- | ---- | ---- | ---- | ---- |
| Pride and Joy                                    | 1169 | 1178 | 1219 | 1201 | 1372 | 1492 | 1485 |

1. ↑  Een vetgedrukt getal geeft de hoogste notering aan.
2. ↑  2018 was het eerste jaar met een notering voor dit nummer.